# Paulo Lúcio Anafesto
Paolucio ou Paolo Lucio Anafesto foi o reputado primeiro doge de Veneza.
Um nobre de Eraclea, então a principal cidade da região, foi eleito oficialmente em 697, para finalizar os conflitos entre os diversos tribunos que até então governaram as diferentes partes da laguna que rodeia Veneza, bem como para coordenar a defesa contra os Lombardos e os Eslavos, que se iam infiltrando nos assentamentos.
A sua existência, não obstante, não é corroborada por nenhuma fonte antes do século XI. Provavelmente não é totalmente legendária mas, de acordo com o historiador John Julius Norwich, é provavelmente uma confusão com o exarca de Ravena Paulo, cujo mestre dos soldados (magister militum) chamava-se Marcelo, o mesmo nome que o reputado sucessor de Paolucio como Doge.